# Pelou
Pelou es una comuna o municipio del círculo de Bandiagara de la región de Mopti, en Malí. En abril de 2009 tenía una población censada de 4347 habitantes.
Se encuentra ubicada en el centro del país , cerca del río Níger, de los acantilados de Bandiagara y de la frontera con Burkina Faso.